# Melba Phillips
Melba Phillips (ur. 1 lutego 1907 w Hazleton, zm. 8 listopada 2004 w Petersburgu) – amerykańska fizyczka, nauczycielka akademicka, działaczka na rzecz nauki i nauczania.

## Życiorys
Szkołę średnią Phillips ukończyła w wieku 15 lat, w 1926 uzyskała licencjat z matematyki w Oakland City College of Indiana, w 1928 stopień magistra fizyki w Battle Creek College of Michigan, a następnie w 1933 doktorat na Uniwersytecie Kalifornijskim w Berkeley pod kierunkiem Roberta Oppenheimera.
Pracując z Oppenheimerem, znaleźli wytłumaczenie zachowania się deuteronów w zderzeniach z innymi jądrami, nazwane Procesem Oppenheimera-Phillips. W 1935 Phillips opuściła Berkeley i pracowała przez krótkie okresy w Bryn Mawr College w Pennsylwanii, Institute for Advanced Study w Princeton i w Connecticut College for Women.
W 1938 została zatrudniona w Brooklyn College, a począwszy od 1944 podjęła dodatkową pracę (na część etatu) w laboratorium Uniwersytetu Columbia. Pracowała w obu tych miejscach do 1952, kiedy to zwolniono ją za odmowę zeznań przed makkartowską komisją senatora McCarrana. Przez kilka lat pozostawała bez zatrudnienia, pisząc w tym czasie dwa podręczniki: Principles of Physical Science (z Francisem Bonnerem) oraz Classical Electricity and Magnetism (z Wolfgangiem Panofskim).
W 1957 została zatrudniona na Washington University in St. Louis w Academic Year Institute, kształcącym nauczycieli. W 1962 przeniosła się na University of Chicago, gdzie doprowadziła do otwarcia kursów fizyki dla osób dorosłych nie będących naukowcami. Tam pracowała do 1972, kiedy to przeszła na emeryturę jako profesor emeritus. W dalszym ciągu pracowała jednak jako profesor wizytujący w kilku uniwersytetach.
W latach 1966–1967 była pierwszą kobietą na stanowisku przewodniczącego American Association of Physics Teachers.
Wyróżniona została między innymi: członkostwem w American Physical Society (które w 2003 nadało jej Joseph Burton Forum Award) i American Association for the Advancement of Science, Medalem Oersteda (1974), Guy and Rebecca Forman Award for Outstanding Teaching in Undergraduate Physics.
W 1981 American Association of Physics Teachers rozpoczęło nadawanie medalu Melba Newell Phillips Award. Melba Phillips była pierwszą nagrodzoną tym medalem.
Zmarła w domu opieki, na chorobę niedokrwienną serca.